# Партизански отряд „Ангел Кънчев“
Партизански отряд „Ангел Кънчев“ е подразделение на Трета Пазарджишка въстаническа оперативна зона на НОВА по време на партизанското движение в България (1941 – 1944). Действа в района на Западните Родопи.
Първата въоръжена група в района се образува през август 1941 г. до село Варвара, Пазарджишко. 
Тя прераства в чета през юли 1942 г. и приема името „Кочо Честименски“. Командир на четата е Костадин Старев, заменен след гибелта му от Александър Пипонков. Политкомисар е Георги Перустийски, заменен след гибелта му от Димитър Караиванов.
На 22 декември 1943 г. прекъсва железопътната линия между Пазарджик и Чепино (дн. Велинград). През януари 1944 г. води бой с полицейски потрул при с. Ветрен дол. Превзема за кратко на 8 януари 1944 г. с. Виноградец и организира в него събрание в подкрепа на ОФ. Овладява Баткунския манастир и води престрелка с полицейско подразделение при с. Малко Бельово.
През юни 1944 г. четата се преобразува в партизански отряд „Ангел Кънчев“. Командир на отряда е Асен Бонев, политкомисар Иван Стойнов.. На 18 август същата година, заедно с партизани от партизански отряд „Панайот Волов“ и партизанска бригада „Чепинец“ завзема с. Варвара и с. Симеоновец. Участва в голямото сражение с войска и жандармерия при връх Милеви скали на 4 септември 1944 г.
На 9 септември 1944 г. завзема властта в град Белово и село Сараньово (днес град Септември).